# Кім Петрас
Кім Петрас (нім. Kim Petras, [ˈpɛtrəs], нар. 27 серпня 1992) — німецька трансгендерна співачка та композиторка, наразі живе в Лос-Анджелесі, Каліфорнія. З 2011 по 2020 рік випускала музику як незалежна виконавиця під власним імпринтом BunHead Records, перш ніж у 2021 році підписати контракт з Amigo та Republic Records.
Почала записувати музику у підлітковому віці, випустивши дебютний мініальбом One Piece of Tape. У 2011 році самостійно випустила дебютний міжнародний сингл «I Don't Want It at All», який посів першість в ряді музичних чартів на Spotify. За піснею пішли сингли Billboard «Feeling of Falling» (з Cheat Codes), «Heart to Break» і «1, 2, 3 Dayz Up» (за участю Sophie).
Після свого раннього успіху Петрас випустила колекцію цифрових синглів, яка пізніше становитиме її неофіційну роботу, відому як Era 1. Петрас випустила дебютний альбом Clarity 28 червня 2019 року. Запису передувала 9-тижнева промокампанія, під час якої Петрас випускала один сингл на тиждень із супровідним візуальним лірик-відео. Clarity отримав визнання музичної критики, посів сьоме місце в чарті Heatseekers і 26 місце в чарті Independent Albums. Після цього Петрас випустила другий студійний альбом Turn Off the Light у жовтні 2019 року. У 2020 році Петрас досягла подальшого успіху з піснями «Malibu» та «Broken Glass», остання була створена у співпраці з Kygo.
У 2021 році Петрас підписала контракт з Republic Records і випустила 7-трековий мініальбом Slut Pop у 2022 році. Пізніше в тому ж році вона випустила сингл «Unholy» разом із Семом Смітом. Цей трек став першим синглом Петрас під номером один у UK Singles Chart і Billboard Hot 100. Пісня також принесла Петрас її першу номінацію на премії «Греммі» за найкраще поп-виконання дуету/групи.

## Ранні роки
Кім Петрас народився хлопчиком в Кельні, Північний Рейн-Вестфалія. Мати — хореографка і художниця, батько — архітектор, старша сестра — співачка. У 13 років з'являється на німецькому телешоу про поточні події, де обговорювала свій медичний ґендерний перехід. У 14 років Петрас знімається в документальному фільмі та ток-шоу, намагаючись отримати дозвіл на ранню операцію зі зміни статі у 16 років, при мінімальному віці у Німеччинні 18 років. Ці виступи призвели до висвітлення переходу Петрас в міжнародних ЗМІ, рекламуючи її як «наймолодшу транссексуалку в світі».
У вересні 2007 року виступає моделлю німецької мережі перукарень. Керівник психіатричного відділення Франкфуртської лікарні д-р Бернд Меєнбург схвалив операцію зі зміни статі у віці 16 років. У листопаді 2008 року Петрас оголошує, що операцію завершено. The Daily Telegraph стверджував, що Петрас була наймолодшою людиною у світі, якій на той час зробили таку операцію.
В інтерв'ю BuzzFeed Петрас скаже, що перша пісня, яку вона коли-небудь написала, була «про цього чувака у другому класі, якому я не сподобалася».

## Кар'єра

### 2008—2015: Початок кар'єри
Між 2008 і 2009 роками Петрас випустила низку синглів під Joyce Records: «Fade Away» (2008), «Last Forever», «Die for You» і «Boomerang» (усі 2009). У 2009 році вона була представлена на «Taste» від Sobertruth, а в 2011 році була показана на «Magnetic». Пізніше в 2011 році Петрас випустила свій дебютний мініальбом One Piece of Tape на лейблі Bionic Ballroom.
У 2013 році Петрас була представлена у двох синглах під назвою «Flight to Paris» і «Hearbeat» німецького діджея Клааса. Протягом наступних кількох років Петрас працювала над музичною кар'єрою з продюсерами, зокрема The Stereotypes, CJ Abraham, Stephen Dresser, Johan «Jones» Wetterberg, Edward Ellis і Aaron Joseph, випускаючи демо -записи на своїй сторінці в SoundCloud, у тому числі під назвою «STFU». У липні 2013 року Петрас зайняла 19 позицію в рейтингу артистів Billboard ' де перераховуються артисти, що розвиваються, за свій внесок у соціальні мережі. У 2015 році Петрас з'явився на «You» Ісаака Фейза для його альбому Phase 00001.

### 2017—2019: Прорив зEra 1

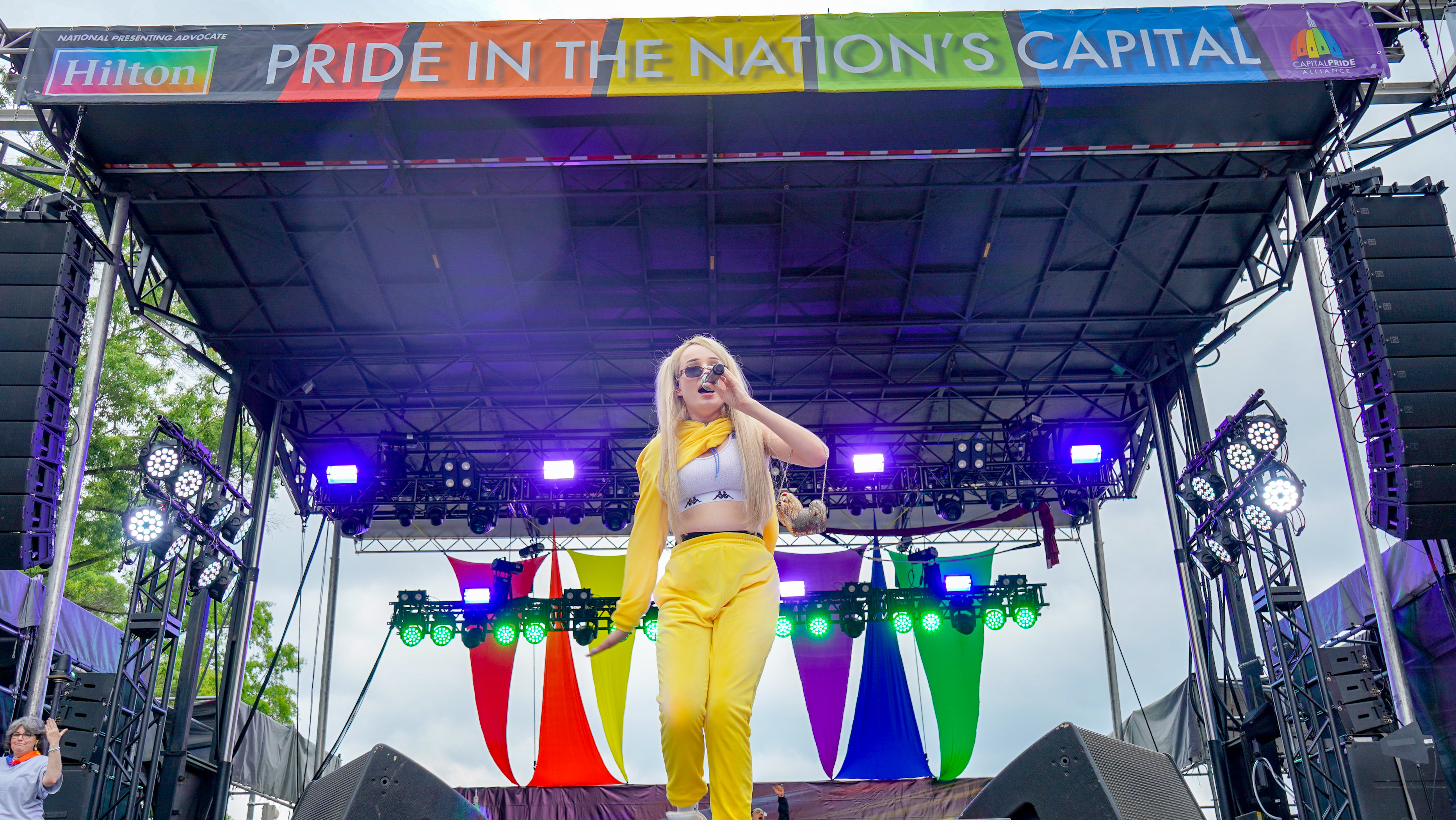
Петрас виступає на Capital Pride у 2018 році

У серпні 2017 року Петрас випустила свій дебютний сингл «I Don't Want It at All», пісня потрапила в чарт Spotify Global Viral. Прем'єра супровідного музичного кліпу на пісню відбулася в жовтні на Vevo, і в ньому знялася Періс Хілтон. У тому ж місяці Spotify вибрала її одним із чотирьох артистів, названих RISE Artist, «програмою, призначеною для виявлення та руйнування наступної хвилі музичних суперзірок».
У січні 2018 року відбулася прем'єра знятого Ніколасом Харвудом відео для синглу Петраса «Faded», у якому бере участь Ліл Аарон, на Noisey . Того ж місяця вона з'явилася в січневому номері Galore . Петрас випустила натхненний розривом " Heart to Break " у лютому, щоб відзначити День Святого Валентина . Пісня дебютувала на радіо на BBC Radio 1 19 лютого. Брайан Кресс з Billboard зазначив, що хоча сингл «все ще зберігає бадьорий, неприкритий поп-звучання Петраса… [він] виходить на нову територію для автора пісень».
1 жовтня 2018 року Петрас випустила Turn Off the Light, Vol. 1, розширена вистава на тему Хелловіна . Проєкт розглядався як відхід від типового звучання Петрас, і в ньому в гостях з'являється Ельвіра, яка є господинею жахів. Після цього Петрас оголосила про плани випускати один сингл щомісяця напередодні свого дебютного альбому. У листопаді 2018 року вона була представлена в пісні Cheat Codes «Feeling of Falling». Петрас приписують створення пісні «Young & Wild» на 6-му мініальбомі Twice Yes or Yes.
У лютому 2019 року Петрас випустила три сингли під назвою «1, 2, 3 Dayz Up» за участю Софі, «If U Think About Me…» і «Homework» за участю Ліла Аарона. Петрас публічно не висловлювала планів випустити альбом із будь-яким із своїх цифрових синглів з 2016 до початку 2019 року, але назвала цей період релізу Епохою 1. У березні 2019 року Петрас з'явилась як хедлайнер на Сіднейському фестивалі геїв і лесбійок Mardi Gras, відомому як один із найбільших у світі фестивалів прайду, хедлайнерами якого були інші відомі виконавці, зокрема Кайлі Міноуг, Шер, Дуа Ліпа, Кеша, Сем Сміт, The Veronicas і Джордж Майкл.

### 2019—2020:ЯсністьіВимкни світло

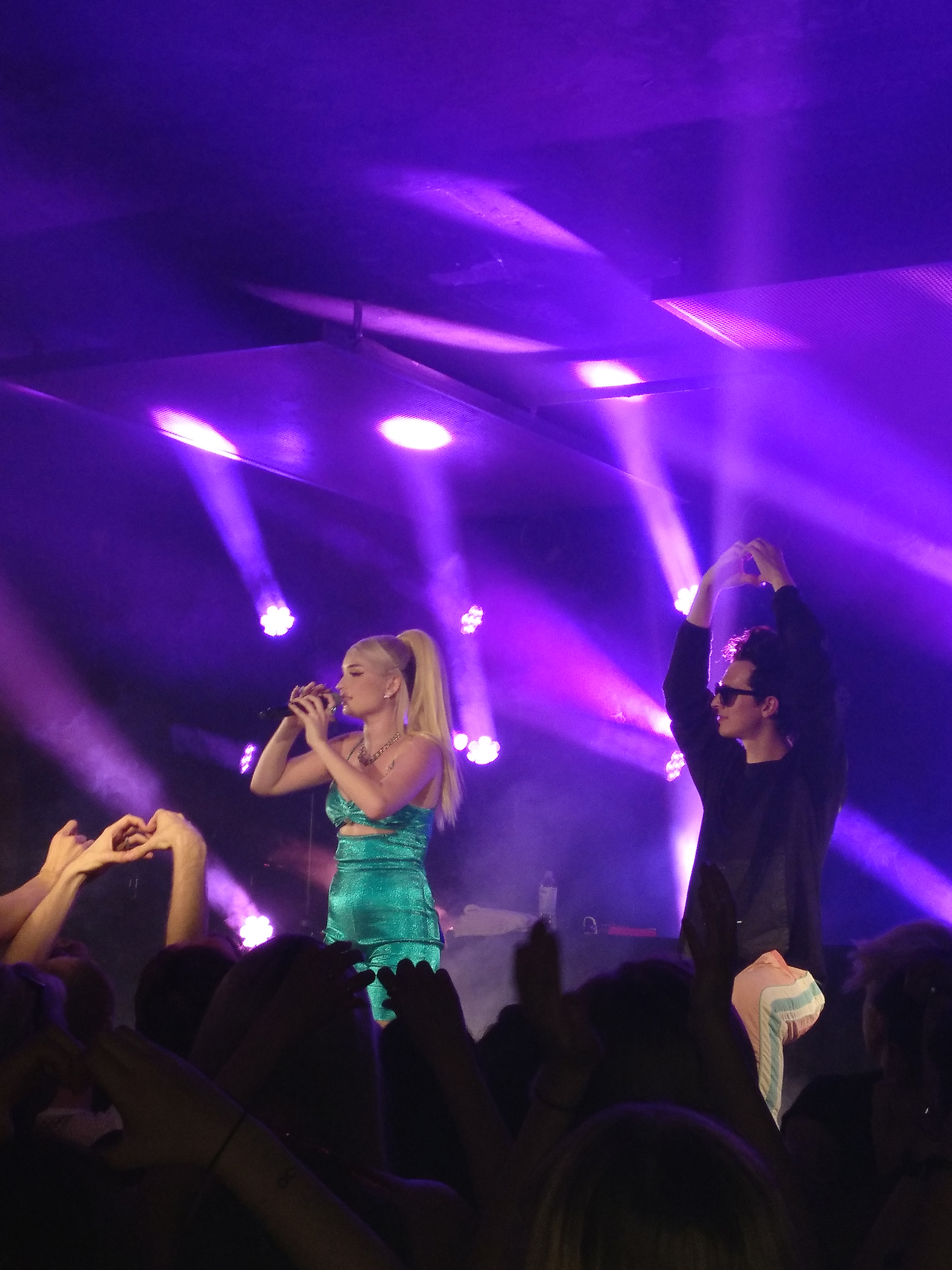
Петрас і Аарон Джозеф у турі The Clarity Tour у 2019 році

Петрас випустила свій дебютний альбом Clarity 28 червня 2019 року. Протягом травня та червня Петрас випускала по одній пісні на тиждень напередодні виходу альбому. У червні Петрас вирушила в 24-й тур «Broken Tour» по Північній Америці та Європі. Того ж місяця Петрас з'явилась на обкладинках журналів Galore та Notion. Альбому передували рекламні сингли, зокрема «All I Do Is Cry» та «Sweet Spot», і супроводжувався головним синглом «Icy» у день його виходу.
У серпні Петрас анонсувала випуск обмеженого видання вінілового альбому Turn Off the Light, Vol. 1 через Urban Outfitters. Петрас оголосила, що Turn Off the Light, Vol. 2 вийде рівно через рік після першої частини. 1 жовтня 2019 року вийшов другий студійний альбом Петраса Turn Off the Light. До альбому увійшли всі пісні з Vol. 1, а також дев'ять нових треків із бонус-треком, доданим роком пізніше. 11 лютого 2020 року вона випустила сингл «Reminds Me». Того ж місяця вона оголосила, що буде виконувати роль другого плану в європейському турі Каміли Кабельо The Romance Tour, який було відкладено через пандемію коронавірусу.
7 травня Петрас випустила сингл «Malibu» як головну пісню свого наступного альбому. Пісню рекламували завдяки виступу на Jimmy Kimmel Live! і включено до чартів Сполученого Королівства. Пізніше Петрас представила пісню «Broken Glass» Kygo зі свого альбому Golden Hour, випущеного 29 травня. 23 жовтня Петрас оголосила, що Turn Off the Light, Vol. 3 буде випущено десь у 2021 році, «коли [вона] зможе виконати його наживо». Також вона випустила нову пісню «Party Till I Die». Пісня Петрас «Reminds Me» була взята семплом Kid Laroi для її пісні «Reminds Me of You», спільної роботи з Juice WRLD, випущеної в першу річницю його смерті.

### 2020— дотепер: третій студійний альбом і «Unholy»
6 листопада 2020 року Петрас був представлений на мініальбомі K/DA All Out, з'явившись у пісні «Villain» разом із Madison Beer, яка потрапила в чарти Нової Зеландії та в чарт World Songs США. У 2021 році Петрас брав участь у реміксах кількох пісень, які стали популярними в TikTok, зокрема «Jenny» зі Studio Killers і «SugarCrash!» ЕліОтто та Кертіса Вотерса. Крім того, її пісня 2017 року «Unlock It» з Charli XCX і Jay Park стала вірусною в додатку. Петрас додатково анонсувала Turn Off the Light, Vol. 3, яку буде випущено десь у 2021 році, але цей план не реалізувався.
У серпні 2021 року Петрас підписала контракт з Republic Records і випустила «Future Starts Now» як провідний сингл свого майбутнього дебютного студійного альбому на мейджор-лейблі Петрас виконала пісню на попередньому показі MTV Video Music Awards 2021 12 вересня 2021 як перша транс-виконавиця, яка виступила на VMA. У листопаді 2021 року вона виконала ще два сингли з майбутнього альбому — «Coconuts» і «Hit It from the Back» — під час виступу на MTV Europe Music Awards 2021, ставши першою транс-виконавицею, яка виступила на церемонії EMA, шоу, яке MTV навмисно організувало в Будапешті, як «можливість виявити солідарність» на знак протесту проти угорського закону проти ЛГБТ;, так само виступ Петрас був навмисно непристойним і «сексуально позитивним», сказавши: «Це буде дуже потужно бути в Угорщині і грати шоу, коли ці закони наразі діють». Петрас також виступила на параді до Дня подяки Macy's у 2021 році, ставши першою транс-виконавицею, яка зробила це. Вона знялася у святковому фільмі 2021 року "Сука, яка вкрала Різдво ". 3 грудня 2021 року, після надзвичайної реакції шанувальників у TikTok, Петрас випустила Coconuts, зробивши це приблизно на місяць раніше запланованого.
10 лютого 2022 року, після тизу деяких пісень у TikTok, Петрас анонсувала несподіваний мініальбом під назвою Slut Pop, який вийшов наступного дня.
11 червня 2022 року Петрас виступила на прайді в Лос-Анджелесі з Крістіною Агілерою.
30 липня 2022 року Петрас нібито підтвердила у Twitter, що альбом під назвою Problématique було видалено. 2 серпня 2022 року багато пісень, які ймовірно входять до альбому, злили в мережу. Петрас відреагувала на ці витоки в Twitter, сказавши: «Це нормально, якщо ви хочете послухати зливи… У будь-якому випадку я не буду випускати музику».
22 вересня 2022 року Петрас випустила пісню «Unholy» у співпраці з Семом Смітом. Трек став вірусним у TikTok і став першим у багатьох країнах після випуску, включаючи Австралію, Великобританію та Нову Зеландію. Це також був її перший запис у кар'єрі US Billboard Hot 100, яка зрештою очолила чарт у жовтні 2022 року. Це зробило Петрас першою відкрито трансгендерною жінкою в історії, яка посіла перше місце в чарті, а Сміт — першою відкрито небінарною людиною, якій це вдалося.

## Артистичність і публічний образ
Петрас — поп- співачка, яка також створює електронну танцювальну музику (EDM), денс-поп, електропоп і бабблгум-поп. Вона вважає поп-сцену кінця 1990 -х і початку 2000 -х, а також італо-диско 1980-х основною основою свого звучання. Петрас описує себе як «Кайлі Міноуг перш за все», вказуючи, що Міноуг вплинула на її звучання як поп-виконавця Серед інших джерел натхнення Петраса — Кеті Перрі, Шер, Леді Гага, Ріанна, Бейонсе, Брітні Спірс, Крістіна Агілера, Мадонна та Spice Girls, а також Бой Джордж, Деббі Гаррі, Queen, Фредді Мерк'юрі, Джуді Гарленд, Бебі Е, Ліл Аарон, Ліз Y2K і Кеша. В інтерв'ю Петрас заявила, що «Для мене поп-музика — це втеча від моїх проблем. Я можу надіти навушники і слухати три з половиною хвилини, щоб забути про все, що мене хвилює. У мене так було завжди. Я відчуваю, що поп-музика точно врятувала мені життя у багатьох відношеннях».
Про написання пісні Петрас сказала Нойсі, що «є щось у створенні пісні, яку кожен може співати і запам'ятовувати, і коли ви слухаєте її вперше, ви вже знаєте слова з другого приспіву, ніби ви завжди знали пісню. Я одержима цією ідеєю». Вона прокоментувала теми, заявивши: «Я пишу про хлопців, розбиті серця, секс, розваги та речі, через які я проходжу».
Після свого дебюту Петрас назвали «новою принцесою поп-музики» Nasty Galaxy. Назва була повторена публікаціями, зокрема Billboard, ABC News V, і Idolator.
Після випуску її дебютного альбому Clarity (2019) багато рецензентів високо оцінили запис, але розкритикували її зв'язок із доктором Люком, якого звинуватили в сексуальному та словесному нападі на американську співачку та автора пісень Кешу в 2015 році. Ця ж суперечка знову спалахнула у 2022 році з випуском її мініальбому Slut Pop, який також продюсував доктор Люк. Після випуску мініальбому #FreeKesha став популярним у Твіттері, і Петрас зіткнулася з подальшою негативною реакцією через те, що в пісні в мініальбомі згадується Леді Гага, прихильниця Кеші, яка сама пережила сексуальне насильство.

## Нагороди та номінації
| Нагорода                 | Рік  | Номінант                   | Категорія                      | Результат    | Прим.  |
| ------------------------ | ---- | -------------------------- | ------------------------------ | ------------ | ------ |
| Brit Awards              | 2023 | «Unholy» (with Sam Smith)  | Song of the Year               | В очікуванні | [ 77 ] |
| British LGBT Awards      | 2020 | Herself                    | Top 10 Music Artists           | Номінація    | [ 78 ] |
| British LGBT Awards      | 2021 | Herself                    | Top 10 Music Artists           | Номінація    | [ 79 ] |
| GLAAD Media Awards       | 2019 | Turn Off the Light, Vol. 1 | Outstanding Music Artist       | Номінація    | [ 80 ] |
| GLAAD Media Awards       | 2020 | Clarity                    | Outstanding Music Artist       | Номінація    | [ 81 ] |
| Grammy Awards            | 2023 | «Unholy» (with Sam Smith)  | Best Pop Duo/Group Performance | В очікуванні | [ 82 ] |
| iHeartRadio Music Awards | 2023 | «Unholy» (with Sam Smith)  | Best Collaboration             | В очікуванні | [ 83 ] |
| iHeartRadio Music Awards | 2023 | «Unholy» (with Sam Smith)  | TikTok Bop of the Year         | В очікуванні | [ 83 ] |
| MTV Europe Music Awards  | 2022 | «Unholy» (with Sam Smith)  | Video for Good                 | Перемога     | [ 84 ] |
| Queerty Awards           | 2020 | Herself                    | Badass                         | Номінація    | [ 85 ] |
| Queerty Awards           | 2020 | «Sweet Spot»               | Anthem                         | Номінація    | [ 85 ] |
| Queerty Awards           | 2021 | «Malibu»                   | Anthem                         | Номінація    | [ 86 ] |
| Queerty Awards           | 2022 | «Coconuts»                 | Anthem                         | Номінація    | [ 87 ] |

## Дискографія
Студійні альбоми
- Feed the Beast (2023)

## Концертні тури
Хедлайнер
- The Broken Tour (2019)
- The Clarity Tour (2019—2020)
- Feed the Beast World Tour (2023—2024)

Запрошена виконавиця
- The Bloom Tour (Troye Sivan) (2018)
- The Romance Tour (Camila Cabello) (2020; cancelled)

Спеціальна гостя
- Oil of Every Pearl's Un-Insides Promotional Tour (Sophie) (2019)
- Pop 2 Tour (Charli XCX) (2018)
- Phoenix World Tour (Rita Ora) (2019)
- Charli Live Tour (Charli XCX) (2019)